# Les Petites Fraises
Les Petites Fraises (苺ましまろ, Ichigo Mashimaro, littéralement Marshmallow à la fraise), écrit et dessiné par Barasui, est un manga « tranche de vie » de type comique.
Le manga est prépublié au Japon par Dengeki Comics depuis 2002 et publié par MediaWorks, et en France par Kurokawa.
Le manga a été adapté en anime de 12 épisodes en 2005, en 3 OAV en 2007 ainsi qu'en 2 autres OAV intitulés encore en 2009.

## Présentation
Ce manga raconte les aventures quotidiennes de Nobue, de sa jeune sœur Chika, et de ses amies : leur turbulente voisine Miu, la timide et un peu pleurnicharde Matsuri, et Ana, immigrée d'origine britannique ne sachant pas parler Anglais et qui apparaît dès le second volume et le second épisode de l'anime.
Tout le manga repose sur la représentation du mignon, et peut se résumer par les petites filles mignonnes font des choses mignonnes de façon mignonne, ce concept lui a permis de rencontrer un fort succès.
La série est tout de même basée sur une histoire du quotidien rencontrant parfois le stéréotype des bêtises les plus fréquentes des enfants, mais aussi des situations saugrenues et assez comiques.

## Personnages
Nobue Itō (伊藤 伸恵, Itō Nobue)
Doublé par Hitomi Nabatame
Dans le manga, elle a 16 ans. (dans la série animée elle en a 20, car l'âge légal pour fumer au Japon est de 20 ans). C'est la plus grande des personnages principaux, et la grande sœur de Chika. Elle fume tout le temps et lorsqu'elle est à court de cigarettes elle n'hésite pas à aller voir sa « réserve d'argent » qui n'est autre que sa petite sœur, Chika. Elle n'hésite pas néanmoins à aider Chika et ses amies en cas de problèmes, et est considérée comme la grande sœur de chacune.
Chika Itō (伊藤 千佳, Itō Chika)
Doublé par Saeko Chiba
Elle a 12 ans, ressemble à toutes les gamines de son âge et est probablement le seul personnage normal de la série. Elle a un faible pour la cuisine et prépare toujours des biscuits. Elle se verrait bien distribuer des mouchoirs dans la rue en guise de travail à temps partiel lorsqu'elle sera étudiante.
Miu Matsuoka (松岡 美羽, Matsuoka Miu)
Doublé par Fumiko Orikasa
Elle a 12 ans et est l'amie d'enfance de Chika dont elle est la voisine. Elle est très égocentrique. C'est la dingue de service, qui apparait n'importe quand et n'importe où. Elle passe par le toit séparant les deux maisons pour entrer dans la chambre de Chika. Elle est perçue comme un vrai boulet et une fille complètement folle. Il est impossible de savoir vraiment ce qu'elle a dans la tête, mais elle est aussi très sensible aux sentiments qu'on éprouve envers elle. Ça n'empêche pas d'être stupéfait de la voir jouer au tambour avec sa flûte en plein milieu d'un contrôle de maths et ensuite se plaindre à la prof que Chika ne veut pas lui donner ses réponses. Elle s'invite à manger chez ses amies et même passer la nuit sans rien demander. Ou encore changer la sonnerie de portable de Nobue contre une légèrement moins sage. Elle aime beaucoup Nobue... qui préfère largement s'occuper des plus petites qu'elles, à savoir Matsuri et plus tard, Ana. Elle en sera jalouse et continuera ses bêtises, de plus en plus terribles.
Matsuri Sakuragi (桜木 茉莉, Sakuragi Matsuri)
Doublé par Ayako Kawasumi
Elle a 11 ans et est aussi une voisine de Chika mais ne s'entend pas très bien avec Miu, qui n'hésite pas à la taquiner, voire à la frapper. Elle est naïve, timide, pleurnicharde, distraite, mais reste un personnage attachant. Elle possède un furet comme animal domestique, John, et deviendra très amie avec Ana.
Ana Coppolla (アナ・コッポラ)
Doublé par Mamiko Noto
D'origine Anglaise, blonde aux yeux bleus, elle a aussi 11 ans mais ne parle pas un mot d'anglais. Si bien qu'elle décide de se rendre plus performante en arrêtant de parler japonais. Mais elle se trahit malgré elle face à Matsuri et devient vite amie avec les autres. Ana est une petite fille assez hautaine. En la voyant pour la première fois, Nobue lui a sauté dessus pour la serrer dans ses bras. Quant à Miu, elle a découvert son nom de famille « Coppolla » (qui peut signifier "trou" ou "vide" en japonais) qui la complexe. Miu s'amuse malgré tout à la taquiner,ce qui crée une certaine tension entre elles.

## Supports
La série s'est déclinée sur plusieurs supports, ainsi un anime de 12 épisodes et un jeu sur PlayStation 2 sont sortis en 2005, ainsi qu'une multitude de produits dérivés en exemple ci-contre. Une série de trois OAV est sortie en 2007 puis deux autres en 2009.

## Liste des volumes du manga
- Les Petites Fraises - tome 01 - paru en France le 14 septembre 2006
- Les Petites Fraises - tome 02 - paru en France en novembre 2006
- Les Petites Fraises - tome 03 - paru en France en janvier 2007
- Les Petites Fraises - tome 04 - paru en France en avril 2007
- Les Petites Fraises - tome 05 - paru en France en décembre 2007
- Les Petites Fraises - tome 06 - paru en France le 11 février 2010
- Les Petites Fraises - tome 07 - paru en France le 12 mars 2015
- Les Petites Fraises - tome 08 - paru en France le 22 août 2019

## Liste des épisodes de l'anime

### Épisodes de la série
| No | Titre anglais     | Titre japonais | Titre japonais | Date de 1re diffusion |
| No | Titre anglais     | Kanji          | Rōmaji         | Date de 1re diffusion |
| -- | ----------------- | -------------- | -------------- | --------------------- |
| 1  | Birthday          | バースディ     | Bāsudi         | 14 juillet 2005       |
| 2  | Ana               | アナ           | Ana            | 21 juillet 2005       |
| 3  | House Call        | 家庭訪問       | Katei houmon   | 28 juillet 2005       |
| 4  | Arbeit            | アルバイト     | Arubaito       | 18 août 2005          |
| 5  | Sleeping Together | そいね         | Soine          | 25 août 2005          |
| 6  | Midsummer Day     | 真夏日         | Manatsubi      | 1 septembre 2005      |
| 7  | Sea Bathing       | 海水浴         | Kaisuiyoku     | 1 septembre 2005      |
| 8  | Festival          | お祭り         | Omatsuri       | 15 septembre 2005     |
| 9  | Growing           | 育ちざかり     | Sodachi zakari | 22 septembre 2005     |
| 10 | Flower            | 花             | Hana           | 29 septembre 2005     |
| 11 | First Snow        | 初雪           | Hatsuyuki      | 6 octobre 2005        |
| 12 | Present           | プレゼント     | Present        | 13 octobre 2005       |

### Épisodes de Strawberry marshmallow OVA
| No | Titre anglais | Titre japonais | Titre japonais | Date de sortie  |
| No | Titre anglais | Kanji          | Rōmaji         | Date de sortie  |
| -- | ------------- | -------------- | -------------- | --------------- |
| 1  | Scenery       | けしき         | Keshiki        | 23 février 2007 |
| 2  | The Usual     | いつも         | Itsumo         | 28 mars 2007    |
| 3  | Everyday      | まいにち       | Mainichi       | 25 avril 2007   |

### Épisodes de Strawberry marshmallow encore
| No | Titre anglais    | Titre japonais | Titre japonais | Date de sortie  |
| No | Titre anglais    | Kanji          | Rōmaji         | Date de sortie  |
| -- | ---------------- | -------------- | -------------- | --------------- |
| 1  | Good Afternoon   | ハイサイ       | Haisai         | 23 janvier 2009 |
| 2  | See you tomorrow | またあした     | Mata ashita    | 25 mars 2009    |